# Linden-Sichelflügler
Der Linden-Sichelflügler (Sabra harpagula) ist ein Schmetterling aus der Familie der Eulenspinner und Sichelflügler (Drepanidae).

## Merkmale
Die Falter erreichen eine Flügelspannweite von 25 bis 35 Millimetern. Die namensgebenden sichelförmigen Ausbuchtungen der Sichelflügler sind bei dieser Art am stärksten ausgeprägt und violettgrau gefärbt. Die Vorderflügel sind braun und auffallend gemustert. Im Mittelfeld sind zudem drei besonders markante goldene Ringflecke erkennbar, auf dem Hinterflügel ist der Ringfleck hingegen klein.

♂
♂ △

## Vorkommen
Die Linden-Sichelflügler sind lokal in Mitteleuropa anzutreffen. Sie leben in Laubmischwäldern und Bruchwäldern und sind nicht an frei stehenden Bäumen zu finden.

## Lebensweise
Die Überwinterung findet verpuppt in einem zusammengesponnenen Blatt als Puppe statt.

### Flug- und Raupenzeiten
Die Falter fliegen in zwei Generationen von Anfang Mai bis Juni und im August, wobei die zweite Generation meist unvollständig ist. Die Raupen aus den Eiern der ersten Generation findet man von September bis Oktober, die der zweiten im Juli des darauffolgenden Jahres.

### Nahrung der Raupen
Die Raupen ernähren sich von Linden (Tilia), Eichen (Quercus), Birken (Betula) und Erlen (Alnus). Sie meiden Stellen ohne ausreichenden Windschutz.